# Mirror Moves
Mirror Moves est le quatrième album studio du groupe de rock anglais The Psychedelic Furs, sorti en mai 1984 par Columbia Records, deux ans après leur précédent album studio, Forever Now.

## Description
L'album comprend le tube dance Heartbeat et les tubes Heaven et The Ghost in You (en). Here Come Cowboys est également sorti en single et a bénéficié d'une diffusion importante sur MTV.
Le batteur des Furs, Vince Ely, a quitté le groupe, laissant le chanteur Richard Butler, le bassiste Tim Butler et le guitariste John Ashton travailler en trio. Le producteur Keith Forsey s'est occupé de la majeure partie de la batterie sur l'album, tandis que le musicien de studio Thommy Price joue sur deux morceaux. La pochette et le design sont un hommage à l'artiste Barney Bubbles, décédé l'année précédente. Il est mentionné au générique avec la mention « after Barney Bubbles ».
Mirror Moves devient le deuxième album du groupe à être certifié disque d'or aux États-Unis.
En 1985, lors de la promotion de The Head on the Door, Robert Smith de The Cure cite Mirror Moves comme l'un de ses cinq albums préférés. 

## Titres
| 1. | The Ghost in You  | 4:17 |
| 2. | Here Come Cowboys | 3:55 |
| 3. | Heaven            | 3:27 |
| 4. | Heartbeat         | 5:17 |

| Side two | Side two        | Side two | Side two | Side two | Side two | Side two | Side two | Side two | Side two |
| No       | Titre           | Durée    |          |          |          |          |          |          |          |
| -------- | --------------- | -------- | -------- | -------- | -------- | -------- | -------- | -------- | -------- |
| 5.       | My Time         | 4:27     |          |          |          |          |          |          |          |
| 6.       | Like a Stranger | 4:00     |          |          |          |          |          |          |          |
| 7.       | Alice's House   | 3:53     |          |          |          |          |          |          |          |
| 8.       | Only a Game     | 4:13     |          |          |          |          |          |          |          |
| 9.       | Highwire Days   | 3:58     |          |          |          |          |          |          |          |
| 37:27    |                 |          |          |          |          |          |          |          |          |

## Personnel
The Psychedelic Furs
- Richard Butler : chant et chœurs
- John Ashton : guitare
- Tim Butler : basse

Autres
- Thommy Price : batterie sur titres 2 et 3
- Mars Williams : saxophone
- Keith Forsey : programmations, batterie, percussions
- Ed Buller :  claviers[12]

Production
- Keith Forsey : producteur
- Steve Hodge : ingénieur audio
- Richard Butler : design
- Da Gama : design
- Brian Griffin : photographe

## Charts
| Chart (1984–1985)                     | Classement |
| ------------------------------------- | ---------- |
| Australian Albums (Kent Music Report) | 97         |
| Canada (Canadian Albums)              | 16         |
| Nouvelle-Zélande (RIANZ)              | 5          |
| Suède (Sverigetopplistan)             | 29         |
| États-Unis (Billboard 200)            | 43         |

| Chart (1984)              | Position |
| ------------------------- | -------- |
| New Zealand Albums (RMNZ) | 39       |